# Джекокс, Мэрилин
Мэрилин Эстер Джекокс (англ. Marilyn Esther Jacox; 1929—2013) — американский учёный, известная работами по физической химии о структуре и свойствах свободных радикалов и молекулярных ионов. Работала в Национальном институте стандартов и технологий.

## Биография
Джекокс родилась 26 апреля 1929 года в Ютике, штат Нью-Йорк. В 1951 году она закончила бакалавриат по химии в университете Сиракуз. Она переехала в Корнеллский университет для работы с Симоном Бауэром. В 1956 году она защитила кандидатскую диссертацию (PhD) на тему «Обмен энергией при столкновениях в газах: использование спектрофона для изучения релаксационных процессов в углекислом газе». Затем Джекокс два года привела в Университете Северной Каролины, работая с Оскаром Райсом.
В 1958 году Джекокс присоединилась к Институту индустриальных исследований Меллона в Питтсбурге как независимый исследователь. Она начала работать с Долфусом Миллиганом над исследованием поведения свободных радикалов с использованием метода матричной изоляции. Они продолжили свои исследования в Национальном институте стандартов и технологий. В результате им удалось синтезировать и разделить множество разных свободных радикалов и ионов молекул с использованием низкотемпературной техники матричной изоляции. Полученные молекулы были исследованы с помощью инфракрасной спектроскопии. Их многие публикации стали фундаментом для последующего изучения свободных радикалов.
Миллиган скончался в 1973 году, а Джекокс возглавила отдел фотохимических процессов, а затем и отдел химических процессов в окружающей среде, где проработала до 1978 года. Она разработала новый метод, основанный на разряде неона, который расширил количество изучаемых ионов. Также Джекокс предложила метод контролируемого фотолизиса в матрице. Её признавали как одну из крупных специалистов по колебательной спектроскопии.
Одновременно с исследовательскими проектами Джекокс собирала библиографию опубликованных спектроскопических данных о малых переходных молекулах. В 1994 году она опубликовала книгу «Колебательные и электронные уровни полиатомных переходных молекул». Джекокс постоянно обновляла базу данных колебательных спектров, она стала доступна онлайн в 1998 году. Являлась фелло Американской ассоциации содействия развитию науки и Американского физического общества. Умерла в 2013 году после непродолжительной болезни.